# Centralne Zakłady Lotnicze
Centralne Zakłady Lotnicze w Warszawie (CZL) – zakłady służby lotnictwa i aerostatyki Wojska Polskiego II RP.
Zadaniem CZL była gospodarka sprzętem i materiałami lotniczymi, naprawa oraz produkcja materiałów lotniczych, przeprowadzanie prób i badań w zakresie użycia sprzętu lotniczego, przechowywanie i konserwacja materiałów lotniczych oraz szkolenie mechaników lotniczych.

## Organizacja CZL
Organizacja Centralnych Zakładów Lotniczych
- Kierownictwo
  - Wydział I Statystyki i Ewidencji
  - Wydział II Zaopatrzenia i Składów
  - Wydział III Reperacji i Warsztatów
  - Komisja Gospodarcza
  - lekarz
  - kompania obsługi
- Warsztaty Lotnicze na lotnisku mokotowskim w Warszawie
- Składy Lotnicze w Dęblinie
  - Kierownictwo
  - Oddział I (magazyny: zamiany płatowców i hangarowy)
  - Oddział II (warsztaty pomocnicze)
  - Magazyn samochodowy (tymczasowo)
- Wojskowa Centrala Badań Lotniczych w Warszawie
  - Kierownictwo z kancelarią i biurem wydawniczo-naukowym
  - Laboratorium Aerodynamiczne
  - Oddział Prób Maszyn Lotniczych
  - Oddział Prób Materiałów Lotniczych
- Szkoła Mechaników Lotniczych w Bydgoszczy
  - Komenda
  - instruktorzy
  - warsztat szkolny i skład
  - sekcja administracyjno-taborowa

## Obowiązki i zadania osób funkcyjnych CZL
Kierownik Centralnych Zakładów Lotniczych (w stopniu etatowym pułkownika) sprawował ogólne kierownictwo nad zakładami, z polecenia Ministra Spraw Wojskowych przeprowadzał inspekcje techniczne w oddziałach lotniczych, podlegał dowódcy Okręgu Korpusu Nr I, natomiast w sprawach specjalistycznych oraz dyspozycji sprzętem otrzymywał zlecenia wprost od Ministra Spraw Wojskowych (Departament IV Żeglugi Powietrznej). Jego pomocnikiem w sprawach administracyjnych i gospodarczych był zastępca kierownika Centralnych Zakładów Lotniczych.
Kierownik Warsztatów Lotniczych (pułkownik) kierował pracą warsztatów i był odpowiedzialny za jakość i terminowość wykonywanych prac oraz za stan sprzętu znajdującego się w warsztatach.
Kierownik Składów Lotniczych (pułkownik) był odpowiedzialny za stan materiałów znajdujących się w składach.
Kierownik Centrali Badań Lotniczych (pułkownik) sprawował ogólne kierownictwo nad pracami doświadczalnymi i naukowymi w Centrali Badań Lotniczych.
Dowódca kompanii obsługi Centralnych Zakładów Lotniczych (kapitan) był bezpośrednim przełożonym wszystkich szeregowych Centralnych Zakładów Lotniczych, pod względem administracyjno-gospodarczym, dyscyplinarnym i służby wewnętrznej, z wyjątkiem szeregowych w Szkole Mechaników Lotniczych. Odpowiadał za utrzymanie porządku wewnętrznego w Centralnych Zakładach Lotniczych.
Komendant Szkoły Mechaników Lotniczych (major), na prawach dowódcy batalionu, odpowiadał za wyszkolenie uczniów i służbę wewnętrzną w szkole.
Służbę gospodarczą w Centralnych Zakładach Lotniczych pełniła komisja gospodarcza w kierownictwie Centralnych Zakładów Lotniczych.
Służbą sanitarną w Centralnych Zakładach Lotniczych kierował lekarz Centralnych Zakładów Lotniczych (kapitan), mający przydzielonego podoficera sanitarnego i dwóch szeregowców.
Lekarz Centralnych Zakładów Lotniczych podlegał Kierownikowi Centralnych Zakładów Lotniczych.

## Zakresy działania wydziałów Kierownictwa CZL
Wydział I Statystyki i Ewidencji zajmował się opracowywaniem wzorów sprawozdań okresowych, ewidencją materiałową, stanami ilościowymi i jakościowymi, przychodami i rozchodami, prowadzeniem statystyki oraz kontrolą w zakresie kompetencji wydziału.
W zakresie kompetencji Wydziału II Zaopatrzenia i Składów pozostawał rozdział, magazynowanie i konserwacja sprzętu lotniczego, okresowe zestawienia materiałowe etatów jednostek lotniczych, opracowywanie i wykonywanie zarządzeń dotyczących konserwacji sprzętu lotniczego, opracowywanie planów organizacji składów, rozdzielanie sprzętu pomiędzy oddziały lotnicze, uzupełniania składów oraz nadzór nad odnośną produkcją zakładów przemysłowych.
Zadaniem Wydziału III Reperacji i Warsztatów była organizacja warsztatów, kontrola wykonawcza zaopatrzenia warsztatów, normowanie pracy warsztatowej w jednostkach lotniczych, okresowe normowanie celowości napraw sprzętu lotniczego pod względem finansowym i technicznym, okresowe opracowywanie działalności warsztatów w ścisłym związku z rozwojem lotnictwa, a także kalkulacja i statystyka warsztatowa.

## Obsada personalna CZL
Kierownicy zakładów
- płk aer. Hipolit Łossowski (VIII 1921 – † 10 II 1925)
- płk aer. inż. Janusz de Beaurain (1 III 1925[2] – 1928)

Zastępcy kierownika zakładów
- ppłk aer. Ernest Cieślewski (24 III - 31 VII 1923 → Rezerwa Oficerów Sztabowych DOK V)
- ppłk / płk aer. inż. Janusz Beaurain (31 VII 1923 – 1 III 1925 → kierownik zakładów)

Obsada personalna zakładów w 1924 roku
- kierownik – płk aer. Hipolit Łossowski
- zastępca kierownika – ppłk / płk aer. inż. Janusz Beaurain
- lekarz – por. Władysław Kondratowicz
- kierownik warsztatów – mjr Józef Mieczysław Zajączkowski (od XI 1924[4])
- kierownik składów – ppłk Władysław Nekanda-Trepka
- zastępca kierownika składów – kpt. Wiktor Pniewski
- kierownik Wojskowej Centrali Badań Lotniczych – ppłk inż. Zdzisław Zych-Płodowski
  - kierownik działu prób – mjr Wiktor Szandorowski (od 1 IV 1924[5])
- komendant Szkoły Mechaników Lotniczych – mjr Franciszek Rudnicki